# 藤田勉 (ストラテジスト)
藤田 勉（ふじた つとむ、1960年3月2日 - ）は、日本のストラテジスト、ポートフォリオマネージャー。シティグループ証券取締役副会長、一橋大学大学院経営管理研究科特任教授等を経て、同客員教授、RIZAPグループ取締役、伊藤忠商事取締役、ドリームインキュベータ取締役。経営法博士。

## 人物・経歴
山口県下松市出身。山口県立下松高等学校を経て、1982年上智大学外国語学部英語学科卒業、山一證券入社。一橋大学大学院国際企業戦略研究科修士課程修了後、2010年同博士課程修了、博士（経営法）。
山一證券では日本株ポートフォリオマネージャーを務めた。山一投資顧問企画調査部、ウエリントン・マネージメントグローバル運用部門トレーニー、山一キャピタルマネジメントファンドマネジャーを経て、1997年10月にメリルリンチ投信投資顧問(現：ブラックロック・ジャパン)最高運用責任者（CIO）、日本株ファンドマネジャー。2000年8月日興ソロモン・スミス・バーニー証券（現シティグループ証券）日本株ストラテジスト。
2010年10月シティグループ証券取締役副会長。2016年6月シティグループ証券顧問。2017年一橋大学大学院国際企業戦略研究科特任教授。2018年一橋大学大学院経営管理研究科特任教授。一橋大学大学院フィンテック研究フォーラム代表。
2006年から2010年まで日経ヴェリタス人気アナリストランキング日本株ストラテジスト部門5年連続1位を獲得。内閣官房経済部市場動向研究会委員、経済産業省企業価値研究会委員、環境省環境金融行動原則起草委員会委員、早稲田大学商学部講師、慶應義塾大学グローバルセキュリティ研究所客員研究員、慶應義塾大学講師、北京大学日本研究センター特約研究員、SBI大学院大学金融研究所所長、モバイル・インターネットキャピタルアドバイザー、RIZAPグループ顧問・経営諮問委員等を歴任。
2019年ハウスドゥ取締役。2020年RIZAPグループ取締役。2021年ドリームインキュベータ取締役、ZUU取締役。
2022年4月一橋大学大学院経営管理研究科客員教授。同年6月一橋大学大学院教授などを務める元金融機関の幹部らと、ESG分野における企業経営の助言会社、ストラテジー・アドバイザーズを立ち上げて代表取締役に就任。2023年6月伊藤忠商事監査役。

## 著書
- 『新会社法で企業経営と株式投資はこう変わる』（布井千博監修）インデックス・コミュニケーションズ 2005
- 『安倍晋三の経済政策を読む』インデックス・コミュニケーションズ 2006
- 『三角合併とTOBのすべて』（東條愛子と共著）金融財政事情研究会 2007
- 『サブプライム後のマネー経済入門』毎日新聞社 2008
- 『M&Aで生き残る企業・消え去る企業』（堀紘一と共著）PHP研究所 2008
- 『はじめてのグローバル金融市場論』（竹中平蔵監修） 毎日新聞社 2009
- 『ブルーオーシャンとコーポレートブランド』毎日新聞社 2010
- 『上場会社法制の国際比較』中央経済社 2010
- 『新興国投資ガイドブック』東洋経済新報社 2011
- 『震災で日本経済はどうなるか』日本経済新聞出版社 2011
- 『バーゼル3は日本の金融機関をどう変えるか』（野崎浩成と共著）日本経済新聞出版社 2011
- 『グローバル株式投資ガイドブック』東洋経済新報社 2012
- 『グローバル通貨投資のすべて』東洋経済新報社 2012
- 『グローバル金融制度のすべて』金融財政事情研究会 2012
- 『シェール革命で日本が再浮上する』毎日新聞社 2013
- 『バブルは10年に一度やってくる』東洋経済新報社 2013
- 『2014-2015世界のマネーは米国に向かう』ダイヤモンド社 2013
- 『金融緩和はなぜ過大評価されるのか』ダイヤモンド社 2013
- 『2020世界のマネーは東京に向かう！』毎日新聞社 2014
- 『最強通貨ドル時代の投資術』平凡社新書 2015
- 『グローバル金融規制入門』中央経済社 2015
- 『ギリシャ危機後のマネー経済入門』毎日新聞出版 2015
- 『世界市場を動かす5の歴史的視点』（倉持靖彦と共著）東洋経済新報社 2015
- 『グローバル投資のための地政学入門』（倉持靖彦と共著）東洋経済新報社 2016
- 『AI革命で日本株は復活する』（幸田博人と共著）毎日新聞出版 2016
- 『世界のフィンテック法制入門』中央経済社 2017
- 『フィンテック革命の衝撃』平凡社新書 2017
- 『バブル経済とは何か』平凡社新書 2018
- 『オーナー経営はなぜ強いのか? : 企業を成長させるコーポレートガバナンス戦略』（幸田博人と共著）中央経済社 2018
- 『金融が解る世界の歴史』（幸田博人と共著）金融財政事情研究会 2020